# Sebastian Walukiewicz
Sebastian Wiktor Walukiewicz (Gorzów Wielkopolski, 5 de abril de 2000) es un futbolista polaco que juega en la demarcación de defensa para la U. S. Sassuolo Calcio de la Serie A.

## Selección nacional
Tras jugar en las selecciones sub-15, sub-16, sub-17, sub-18, sub-19, sub-20 y sub-21, finalmente el 7 de octubre de 2020 debutó con la selección absoluta de Polonia en un partido amistoso contra Finlandia que finalizó con un resultado de 5-1 a favor del combinado polaco tras los goles de Krzysztof Piątek, Arkadiusz Milik y un triplete de Kamil Grosicki para Polonia, y de Ilmari Niskanen para Finlandia.

### Participaciones en Eurocopas
| Copa          | Sede     | Resultado    | Partidos | Goles |
| ------------- | -------- | ------------ | -------- | ----- |
| Eurocopa 2024 | Alemania | Primera fase | 0        | 0     |

## Clubes
| Club                           | País    | Año       | Partidos | Goles |
| ------------------------------ | ------- | --------- | -------- | ----- |
| Pogoń Szczecin                 | Polonia | 2018-2019 | 32       | 1     |
| Cagliari Calcio                | Italia  | 2019-2022 | 45       | 0     |
| Empoli F. C.                   | Italia  | 2022-2024 | 40       | 0     |
| Torino F. C.                   | Italia  | 2024-2025 | 30       | 0     |
| U. S. Sassuolo Calcio (cedido) | Italia  | 2025-     | 1        | 0     |